# لويس ديكر
لويس ديكر (بالهولندية: Louis Dekker)‏ هو موجه قوارب ‏ هولندي، ولد في 4 يوليو 1894 في أمستردام في هولندا، وتوفي بنفس المكان في 13 مايو 1973.

## وصلات خارجية
- لويس ديكر على موقع الاتحاد الدولي للتجديف (الإنجليزية)
- لويس ديكر على موقع اللجنة الأولمبية الدولية (الإنجليزية)
- لويس ديكر على موقع أوليمبيديا (الإنجليزية)